# Монсхайм
Монсхайм (нем. Monsheim) — община в Германии, в земле Рейнланд-Пфальц. 
Входит в состав района Альцай-Вормс. Подчиняется управлению Монсхайм.  Население составляет 2481 человек (на 31 декабря 2010 года). Занимает площадь 9,60 км².